# MXGP: The Official Motocross Videogame
MXGP: The Official Motocross Videogame è un videogioco del Mondiale Motocross 2013 uscito nel 2014 sviluppato da Milestone per Microsoft Windows, PlayStation 3, PlayStation 4, Xbox 360 e PlayStation Vita.